# Čapkovy kapsy
Čapkovy kapsy jsou český cyklus dvanácti televizních povídek České televize z roku 2011 na motivy povídek Karla Čapka. Každý díl režíroval jiný režisér.

## Seznam dílů
1. Básník, režie Jan Chramosta
2. Zmizení herce Bendy, režie Vojtěch Moravec
3. Jasnovidec, režie Jan Těšitel
4. Zločin na poště, režie Martin Kopp
5. Soud pana Havleny, režie Jan Míka ml.
6. Muž, který se nelíbil, režie Slobodanka Raduň
7. Závrať, režie Daniel Maráky
8. Příběh sňatkového podvodníka, režie Rozálie Kohoutová
9. O lyrickém zloději, režie Jan Vejnar
10. Ztracený dopis, režie Zdeněk Durdil
11. Případy pana Janíka, režie Josef Tuka
12. Zločin v chalupě, režie Jana Boršková

## Postavy a tvůrci

### Básník
| Ondřej Pšenička               | básník          |
| Karel Heřmánek                | dr. Vejřík      |
| Jiří Strach                   | strážník č. 141 |
| Johana Tesařová               | bytná           |
| Kateřina Burianová-Rajmontová | žebračka        |
| Jakub Albrecht                | student Králík  |
| Hana Baroňová                 | snoubenka       |

- režie: Jan Chramosta
- scénář: Václav Šašek a Věra Šašková
- kamera: Asen Šopov
- hudba: Eva Javůrková
- střih: Alois Fišárek
- produkce: Miloslav Rež a Pavla Vohnická
- premiéra: 4. září 2011 20:00, ČT1

### Zmizení herce Bendy
| Tomáš Töpfer        | doktor Goldberg       |
| Viktor Preiss       | herec Benda           |
| Jaroslav Satoranský | herec Lebduška        |
| Jiří Štěpnička      | Korbel                |
| Václav Postránecký  | Hejtman               |
| Naďa Konvalinková   | Marešová              |
| Dana Batulková      | zdravotní sestra      |
| Václav Sloup        | okresní lékař         |
| Pavlína Mourková    | sousedka Kalousková   |
| Petr Janiš          | komorník Korbela      |
| Radim Kalvoda       | režisér               |
| Václav Knop         | vrátný DNV            |
| Oldřich Hrůza       | číšník                |
| Karla Klimtová      | inspicientka Barešová |
| Monika Timková      | herečka               |
| Isabela Balonová    | herečka               |
| Monika Fingerová    | herečka               |
| Jan Vondráček       | policista             |
| Lukáš Homola        | policista             |
| Miroslav Večerka    | domovník              |

- režie: Vojtěch Moravec
- scénář: Ivan Klíma
- kamera: Martin Šec
- střih: Zdenek Patočka
- zvuk: Karel Jaroš
- produkce: Martin Lubomírský a Pavla Vohnická
- premiéra: 4. září 2011 20:25, ČT1

### Jasnovidec
| Martin Myšička  | JUDr. Klapka        |
| Jan Hrušínský   | Janowitz            |
| Anita Krausová  | hospodyně Nováčková |
| František Němec | soudce              |
| Oldřich Vízner  | holič               |
| Martin Kraus    | holičský učeň       |
| Ladislav Hampl  | princ Karadagh      |
| Miroslav Šnajdr | opilec              |
| Marek Dobeš     | policista           |
| Pavel Hasmuk    | soudní stráž        |
| Lukáš Křišťan   | civilista           |

- režie: Jan Těšitel
- scénář: Ivan Klíma
- kamera: Marek Dvořák a Prokop Králíček
- střih: Filip Issa
- zvuk: Zdeněk Taubler
- premiéra: 4. září 2011 21:05, ČT1

### Zločin na poště
| Oldřich Navrátil     | strážmistr Burda  |
| Dana Marková         | Helenka Pivoňková |
| Lucie Polišenská     | Julie Tauferová   |
| Pavel Rímský         | Tauferová Julie   |
| Karel Zima           | pošťák Uher       |
| Milena Steinmasslová | Kopřivová         |
| Martin Hofman        | kontrolor         |
| Michal Novotný       | adjunkt Houdek    |

- režie: Martin Kopp
- scénář: Ivan Klíma
- premiéra: 11. září 2011 20:00, ČT1